# Live to Win
Live to Win är ett soloalbum av den amerikanske musikern Paul Stanley. Det släpptes den 24 oktober 2006. 

## Låtförteckning
1. "Live to Win" (Paul Stanley, Desmond Child, Andreas Carlsson) – 3:08
2. "Lift" (Stanley, Child, Marti Frederiksen) – 4:04
3. "Wake up Screaming" (Stanley, Child, Carlsson) – 3:00
4. "Everytime I See You Around" (Stanley, Pete Masitti) – 3:28
5. "Bulletproof" (Stanley, Carlsson) – 3:01
6. "All About You" (Stanley, Child, Carlsson) – 3:16
7. "Second to None" (Stanley, Carlsson) – 3:35
8. "It's Not Me" (Stanley, Holly Knight, Charlie Midnight) – 3:19
9. "Loving You Without You Now" (Stanley) – 3:16
10. "Where Angels Dare" (Stanley, Child, John 5) – 3:22